# Gmina Nyborg (1970–2006)
Gmina Nyborg (duń. Nyborg Kommune) była w latach 1970-2006 (włącznie) jedną z gmin w Danii w okręgu Fionii (Fyns Amt). 
Siedzibą władz gminy było miasto Nyborg. 
Gmina Nyborg została utworzona 1 kwietnia 1970 na mocy reformy podziału administracyjnego Danii. Po kolejnej reformie w 2007 r. weszła w skład nowej gminy Nyborg.

## Dane liczbowe
- Liczba ludności: (♀ 9255 + ♂ 9717) = 18 972
  - wiek 0-6: 7,3%
  - wiek 7-16: 12,1%
  - wiek 17-66: 64,3%
  - wiek 67+: 16,4%
- zagęszczenie ludności: 228,6 osób/km² (2004)
- bezrobocie: 6,4% osób w wieku 17-66 lat
- cudzoziemcy z UE, Skandynawii i USA: 74 na 10 000 osób
- cudzoziemcy z krajów Trzeciego Świata: 277 na 10 000 osób
- liczba szkół podstawowych: 6 (liczba klas: 83)